# ドイツ語音韻論
ドイツ語音韻論（ドイツごおんいんろん）では、標準ドイツ語の音韻論を示す。

## 母音
ドイツ語には以下の母音が現れる。長母音と短母音がある。この他、二重母音が3個ある。
|        | 前舌   | 前舌   | 中舌 非円唇 | 後舌 円唇 |
| 非円唇 | 円唇   |        | 中舌 非円唇 | 後舌 円唇 |
| ------ | ------ | ------ | ----------- | --------- |
| 狭     | [i(ː)] | [y(ː)] |             | [u(ː)]    |
| 広め狭 | [ɪ]    | [ʏ]    | [ʊ]         |           |
| 半狭   | [e(ː)] | [ø(ː)] | [o(ː)]      |           |
| 中央   |        |        | [ə]         |           |
| 半広   | [ɛ(ː)] | [œ]    |             | [ɔ]       |
| 狭め広 |        |        | [ɐ]         |           |
| 広     | [a(ː)] |        |             |           |

二重母音: [aɪ] [aʊ] [ɔʏ]
二重母音の終わりの音は舌の位置が低いため、それぞれ [ae] [ao] [ɔø] と記述することもある。
これらの母音の音素は、以下のように緊張母音、弛緩母音に分けられる。二重母音は終わりの音で分類する。ただし [ɐ] は子音 /r/ の異音と見なされる。
|        | 前舌   | 前舌  | 前舌 | 前舌   | 中舌・後舌 | 中舌・後舌 | 中舌・後舌 | 中舌・後舌 |
| 非円唇 | 非円唇 | 円唇  | 円唇 | 非円唇 | 非円唇     | 円唇       | 円唇       |            |
| 緊張   | 弛緩   | 緊張  | 弛緩 | 緊張   | 弛緩       | 緊張       | 弛緩       |            |
| ------ | ------ | ----- | ---- | ------ | ---------- | ---------- | ---------- | ---------- |
| 狭     | [i]    | /ɪ/   | /y/  | /ʏ/    |            |            | /u/        | /ʊ/        |
| 中     | /e/    | /ɛ/   | /ø/  | /œ/    | /o/        | /ɔ/        |            |            |
| 広     | /æ/    | (/ɛ/) |      |        | /ɑ/        | /a/        |            |            |
| 二重   | /aɪ/   | /aɪ/  | /ɔʏ/ | /ɔʏ/   |            |            | /aʊ/       | /aʊ/       |

緊張母音は強勢があると長母音となる。弛緩母音は常に短母音である。強勢がない場合、/ɑ/ と /a/ は中和し、[a] になる。ただし一部の方言では区別される。同様に /ɛ/ と /æ/ も中和し、[ɛ] になる。一部の方言では [ɛ(ː)] が存在せず [e(ː)] になるため、音素 /æ/ がなくなり、強勢がないと /ɛ/ と /e/ が中和する。
|           | 音素 | 音        | 音       | 一般的なつづり               |
| 強勢 あり | 音素 | 強勢 なし |          | 一般的なつづり               |
| --------- | ---- | --------- | -------- | ---------------------------- |
| 緊張      | /i/  | [iː]      | [i]      | ie, ieh, ih, i + 子音字 1 個 |
| 緊張      | /y/  | [yː]      | [y]      | üh, ü + 子音字 1 個          |
| 緊張      | /u/  | [uː]      | [u]      | uh, u + 子音字 1 個          |
| 緊張      | /e/  | [eː]      | [e]      | ee, eh, e + 子音字 1 個      |
| 緊張      | /ø/  | [øː]      | [ø]      | öh, ö + 子音字 1 個          |
| 緊張      | /o/  | [oː]      | [o]      | oh, o + 子音字 1 個          |
| 緊張      | /æ/  | [ɛː]      | [ɛ]      | äh, ä + 子音字 1 個          |
| 緊張      | /ɑ/  | [aː]      | [a]      | aa, ah, a + 子音字 1 個      |
| 弛緩      | /ɪ/  | [ɪ]       | [ɪ]      | i + 子音字 2 個              |
| 弛緩      | /ʏ/  | [ʏ]       | [ʏ]      | ü + 子音字 2 個, y           |
| 弛緩      | /ʊ/  | [ʊ]       | [ʊ]      | u + 子音字 2 個              |
| 弛緩      | /ɛ/  | [ɛ]       | [ɛ], [ə] | e + 子音字 2 個              |
| 弛緩      | /œ/  | [œ]       | [œ]      | ö + 子音字 2 個              |
| 弛緩      | /ɔ/  | [ɔ]       | [ɔ]      | o + 子音字 2 個              |
| 弛緩      | /a/  | [a]       | [a]      | a + 子音字 2 個              |
| 二重      | /aɪ/ | [aɪ]      | [aɪ]     | ei, ai                       |
| 二重      | /ɔʏ/ | [ɔʏ]      | [ɔʏ]     | eu, äu                       |
| 二重      | /aʊ/ | [aʊ]      | [aʊ]     | au                           |

ウムラウトは中舌・後舌母音の前舌化である。舌の高さ、円唇性、緊張・弛緩は保たれる。文字では ¨ を付けて、a → ä, o → ö, u → ü, au → äu と示す。
|            |      | 前舌 (ウムラウト後) | 中舌・後舌 (ウムラウト前) |
| ---------- | ---- | ------------------- | ------------------------- |
| 円唇・狭   | 緊張 | /y/                 | /u/                       |
| 円唇・狭   | 弛緩 | /ʏ/                 | /ʊ/                       |
| 円唇・中   | 緊張 | /ø/                 | /o/                       |
| 円唇・中   | 弛緩 | /œ/                 | /ɔ/                       |
| 非円唇・広 | 緊張 | /æ/                 | /ɑ/                       |
| 非円唇・広 | 弛緩 | /ɛ/                 | /a/                       |
| 二重       | 二重 | /ɔʏ/                | /aʊ/                      |

### 文字と発音
- e は短音では ä と同音の半広母音「エ」[ɛ] である。この音は日本語の「エ」に近い。長音では「エー」と「イー」の中間の音 [e] である。その他のアクセントのない e は、曖昧母音[ə]だが、英語の[ə]が「ア」に近く聞こえるのに対し、ドイツ語ではより「エ」に近く、暗く曖昧な「エ」に聞こえる。
- i は短音の時、長音の i に比べ英語同様口の緊張がゆるみ「エ」の音に近づく（[ɪ]）。u や ü でも同様に短音では弛緩母音である。
- o は短音では半広母音 [ɔ] である。
- äu と eu は「オイ」[ɔʏ]、ただしフランス語由来の単語中の eu は ö と同じ発音である。
- ei は「アイ」[aɪ]と発音する。
- 現代口語では、音節末のer は、
  - かつて強勢を持って「エル」[er][ɛr]と発音していたものは、eの音は変化せずrのみが母音化し「エア」[eɐ][ɛɐ]と発音し、
  - 無強勢で「エル」[ər]と発音していたものはerの2文字を「アー」[ɐ]と発音する。
- i の長音、ie, ih, ieh は「イー」と発音。
- u の長音は唇をすぼめ、口の中を丸めて発音する。日本人には「オー」に近く聞こえる事が多い。
- 母音字のあとの h は前の母音を長音化する記号であり、h 自体は /h/ として発音されない。

## 子音
ドイツ語には以下の子音が現れる。
|            | 両唇音  | 唇歯音  | 歯茎音  | 後部歯茎音 | 硬口蓋音  | 軟口蓋音 | 口蓋垂音  | 声門音 |
| ---------- | ------- | ------- | ------- | ---------- | --------- | -------- | --------- | ------ |
| 破裂音     | [p] [b] |         | [t] [d] |            |           | [k] [g]  |           | [ʔ]¹   |
| 破擦音     | [p͡f]    |         | [t͡s]    | [t͡ʃ] [d͡ʒ]² |           |          |           |        |
| 鼻音       | [m]     |         | [n]     |            |           | [ŋ]      |           |        |
| 摩擦音     |         | [f] [v] | [s] [z] | [ʃ] [ʒ]²   | [ç]³ [ʝ]⁵ | [x]³     | [χ]³ [ʁ]⁴ | [h]    |
| ふるえ音   |         |         | [r]⁴    |            |           |          | [ʀ]⁴      |        |
| 接近音     |         |         |         |            | [j]⁵      |          | [ʁ̞]⁴      |        |
| 側面接近音 |         |         | [l]     |            |           |          |           |        |

1. 北部方言では、語頭および形態素頭位の母音の前に [ʔ] が現れる。これは音素と見なされないことが多い。
2. [d͡ʒ] と [ʒ] は外来語にのみ現れる。一部の方言では、それぞれ [t͡ʃ] と [ʃ] に置き換えられる。
3. [ç] と [x] は同じ音素 /x/ の位置異音である。
4. [r] , [ʀ] , [ʁ] は同じ音素 /r/ の自由異音である。特定の条件で接近音 [ʁ̞] および母音 [ɐ] が現れる。
5. [j] と [ʝ] は同じ音素 /j/ の異音である。

これらの音素は以下のように分析される。唇音、歯茎音、軟口蓋音には並列の構造がある。
|        |        | 唇音    | 歯茎音 | 硬口蓋音・軟口蓋音 | 後部歯茎音 | 声門音 |
| ------ | ------ | ------- | ------ | ------------------ | ---------- | ------ |
| 破裂音 | 無声   | /p/     | /t/    | /k/                |            |        |
| 破裂音 | 有声   | /b/     | /d/    | /g/                |            |        |
| 鼻音   | 鼻音   | /m/     | /n/    | /ŋ/                |            |        |
| 摩擦音 | 無声   | /f/     | /s/    | /x/                | /ʃ/        | /h/    |
| 摩擦音 | 有声   | /v/     | /z/    |                    | /ʒ/        |        |
| 破擦音 | 無声   | /p͡f/    | /t͡s/   | /t͡ʃ/               |            |        |
| 破擦音 | 有声   |         |        | /d͡ʒ/               |            |        |
| その他 | その他 | /r/ /l/ | /j/    |                    |            |        |

- 無声破裂音 /p/, /t/, /k/ は、摩擦音が先行しないときは有気音 [pʰ], [tʰ], [kʰ] になる。
- 南部方言では、有声音 /b/, /d/, /g/, /z/, /ʒ/ はそれぞれ無声の [b̥], [d̥], [g̊], [z̥], [ʒ̊] になる。したがってドイツ語では無声・有声の対立があるのではなく、硬音・軟音の対立があるといえる。北部ではこれが無声・有声の対立となり、南部では有気・無気の対立となる。/f/ と /v/ は無声・有声であるが、/v/ は常に有声音であるため、硬音・軟音の対立ではない。南部方言では /v/ は有声唇歯接近音 [ʋ] になる。しかしながら、brav [bʁaːf] と brave [bʁaːvə] のように、/f/ と /v/ は対応する。
- /x/ は前舌母音や子音のあと、および頭子音では [ç]、中舌・後舌母音のあとでは [x] である。分析によっては、後者は広母音のあとでは [χ] になる。歴史的には元々 [x] だったが、現在のドイツ語では、[ç] を基本とし、中舌・後舌母音のあとで後舌化すると考えるのが良い。ただし、形態素境界の有無によって[x]と[ç]が対立するように見える場合がある（有名な例では Kuchen [ˈkuːxən]（菓子）: Kuhchen [ˈkuːçən]（小さな牛））。
- /r/ は非常に発音の幅が大きい。現代ドイツ語では一般に 口蓋垂ふるえ音の [ʀ] であり、 有声口蓋垂摩擦音の [ʁ] も認められる。母音間では口蓋垂接近音の [ʁ̞] に、また無声音のあとでは無声口蓋垂摩擦音の [χ] になることがある。歯茎ふるえ音[r] は南部方言でのみ使われる。音節末や音節末側では、南西方言を除く多くで母音化し [ɐ] が使われるが、a母音の後や、アクセントのある音節の短母音の後の音節末側では母音化しないことも多い。
- /j/ は、一般に Fjord（フィヨルド）, Computer（コンピュータ）, tja（あーあ、さーて）のように /CjV/ で分節がない場合（多くは外来語）は接近音 [j] が現れ、その他の場合は摩擦音 [ʝ] が現れる。そのほかの場合でも接近音 [j] で発音する人もいる。
- /t͡ʃ/ と /d͡ʒ/ は、語頭にほとんど現れない点、特に子音群を形成しない点で /p͡f/, /t͡s/ と異なるため、それぞれ /t/ + /ʃ/, /d/ + /ʒ/ と見なす説もある。
- 一部の音韻論では音素 /ŋ/ は否定され、代わりに /ng/ を用いる。また /ŋk/ の代わりに /nk/ を用いる。この場合、子音連鎖 /ng/ が [ŋ] になるのは、語末か、次の音節の核が強勢の無い /ə/, /ɪ/, /ʊ/ である時である。それ以外では/ng/ は [ŋg] になり、/g/ が次の音節の先頭に立つ。
例:
diphthong /dɪftɔng/ [dɪftɔŋ] : diphthongieren /dɪftɔngirən/ [dɪftɔŋgiːʁn̩]
Englisch /ɛnglɪʃ/ [ɛŋlɪʃ] : Anglo /anglo/ [aŋglo]
Ganges /gangəs/ [gaŋəs] ~ /gangɛs/ [gaŋgɛs]

### 文字と発音
- 音節末の有声子音字は対応する無声子音があればその音で発音する。b > /p/, d > /t/, g > /k/ (-ig を除く). 例: Weg /veːk/
- ch は /x/ であり、中舌・後舌母音のあとでは [x] 「ハ」「ホ」、それ以外では [ç] 「ヒ」。chs は /ks/ であるが、ch で終わる語幹に変化語尾の -s や -st が付いた場合は ch の発音は変わらない。例: sechs /zɛks/, sprichst /ʃpʁɪçst/, des Buchs /dəs buːxs/
- dsch は /dʒ/ と発音。
- dt は /t/ と発音。
- 音節末の ig は /ɪç/ 「イヒ」（ただし、南ドイツ方言などでは /ɪk/ の発音）。語形変化により音節末でなくなれば /ɪg/ の発音になる。例: wenig /veːnɪç/, weniger /veːnɪgər/
- ng は /ŋ/ であり、/ŋg/ にはならないことに注意する。例: singen /zɪŋən/ (/zɪŋgən/ ではない)
- pf は破擦音の /p͡f/ である（無声両唇唇歯破擦音）。これは単一の音素であり、/p/ + /f/ ではない。カナ表記では「プフ」または「フ」。
- qu は /kv/ と発音。
- 母音に囲まれた単独の s と形態素頭の s は /z/、そのほかは /s/。ß は常に /s/。
- sch は /ʃ/ と発音。
- 形態素の頭の sp は /ʃp/ と発音。
- 形態素の頭の st は /ʃt/ と発音。例: Stein /ʃtaɪn/ これが語中に来る場合は通常通り/st/と発音。例:gestern /gɛstɐn/
- th は /t/ と発音。これは外来語にある。
- ラテン語由来の接尾辞 -tion は /t͡siˈoːn/ 「ツィオ(ー)ン」と発音。
- tsch は /tʃ/ と発音。
- tz, z は /t͡s/ と発音。
- v は外来語を除き /f/ と発音。外来語では /v/ であり、November, Universität, Verb, Vulcan 等がある。
- w は /v/ と発音。

## 舞台発音
ドイツ語には「舞台発音」（Bühnenaussprache）または舞台ドイツ語 (de:Bühnendeutsch) とよばれる発音の伝統がある。
書き言葉としての標準語である「新高ドイツ語」は15世紀には確立されたものの、発音に関しては19世紀まで統一された規範は無く、各地の訛りによって話されていた。
ヨハン・ヴォルフガング・フォン・ゲーテは、戯曲は方言の訛りのない純粋な発音で上演されなければならないと感じ、劇団がドイツのどこの地方で公演しても科白が通じ、しかも大きな舞台でも明瞭に聞き分けられる発音が舞台関係者の間で探求され、これらはドイツ語の標準語発音の確立に影響を与えた。
19世紀の末になった1898年にベルリンで独語学者と舞台関係者により会議が開かれ、統一された標準語発音の規則が体系化された。同年にテオドール・ジープス (de:Theodor Siebs) がこれらの規則をまとめた「ドイツ語舞台発音」の初版を出版し、この発音は古典演劇やオペラ、歌曲などの声楽、朗読や演説で用いられただけでなく、20世紀前半までは規範とすべき標準ドイツ語の正しい発音とされていた。例えば、ドイツにおける権威ある辞書とされる"Duden"の6.Das Aussprachewörterbuch（発音辞典）では1960年代まで舞台発音に基づく発音記号が書かれ、日本においては1992年発行の三修社「現代独和辞典」1354版でも舞台発音に基づく発音記号のみが書かれていた。

### 特徴
「舞台発音」は基本的には現代の日常会話の発音と同一であるが、大きく異なっているのは"r"の発音である。/r/は常に[r]（歯茎ふるえ音）で発音し、語末や音節末の場合でも母音化しない。
wieder→ヴィーダー[viːdɐ]（現代の日常会話発音）　ヴィーデル[viːdər]（舞台発音）
mir→ミーア[miːɐ]（現代の日常会話発音）　ミール[miːr]（舞台発音）
verlaufen→フェアラウフェン[fɛɐlaʊfən]（現代の日常会話発音）　フェルラウフェン[fɛrlaʊfən]（舞台発音）
20世紀後半からは古典演劇や声楽においても徐々に現代の日常会話の発音が取り入れられる傾向が広がっていったが、古い時代の声楽曲の演奏では現在でも舞台発音が重視されることがある。